# فاي فاولر
فاي فاولر (بالإنجليزية: Fay Fuller)‏ هي صحفية أمريكية، ولدت في 10 أكتوبر 1869، وتوفيت في 27 مايو 1958.